# Talisay (Cebu)

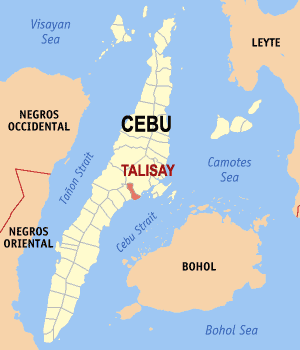
Talisays läge i provinsen Cebu.

Talisay (officiellt City of Talisay) är en stad i Filippinerna. Den ligger i provinsen Cebu i regionen Centrala Visayas och har 148 110 invånare (folkräkning 1 maj 2000).
Staden är indelad i 22 smådistrikt, barangayer, varav samtliga är klassificerade som tätortsdistrikt. Talisay ingår i Cebu Citys storstadsområde, Metro Cebu, och ligger direkt söder om staden Cebu City, utan mellanliggande landsbygd.

## Barangayer i Talisay
| - Biasong - Bulacao - Candulawan - Camp IV - Cansojong - Dumlog - Jaclupan - Lagtang - Lawaan I - Lawaan II - Lawaan III | - Linao - Maghaway - Manipis - Mohon - Poblacion - Pooc - San Isidro - San Roque - Tabunok - Tangke - Tapul |